# Taraxella hillyardi
Taraxella hillyardi är en spindelart som beskrevs av Fred R. Wanless 1987. Taraxella hillyardi ingår i släktet Taraxella och familjen hoppspindlar. Inga underarter finns listade i Catalogue of Life.